# Giovanni Fidanza
Giovanni Fidanza (nacido el 27 de septiembre de 1965 en Bérgamo) fue un ciclista profesional italiano, caracterizado por ser un moderado esprínter. Fue profesional entre los años 1989 y 1997, durante los cuales sumó 7 victorias.

## Biografía
Como juvenil consiguió cinco victorias, destacando una victoria en el Campeonato de Italia de pista, en 1983. Como amateur consiguió alcanzar las 20 victorias, entre las que destaca un triunfo de etapa en Berlín, en la Carrera de la Paz.
Sus mejores logros deportivos los consiguió durante sus dos primeros años como profesional. En 1989, se impuso en el sprint de la 20.ª etapa del Tour de Francia, después de quedar 2.º en la 11.ª etapa, por detrás de Mathieu Hermans. Un mes antes, el mismo año, ya había conseguido la maglia ciclamino en el Giro de Italia, al imponerse en la clasificación por puntos, siendo 2.º en la 1.ª etapa y 3.º en la 7.ª. En 1990, se hizo con un triunfo de etapa en el Giro, al batir en la 2.ª etapa al francés Laurent Fignon en un inusual sprint. En 1992 fue 2.º en la 9.ª etapa del Giro de Italia.
Tras retirarse del ciclismo en activo, Fidanza ejerció como director deportivo en el equipo italiano Alexia. En 2003 fue fichado por el equipo Telekom para dirigir al equipo durante las carreras italianas. En 2006 pasó a formar parte del equipo técnico de Astaná. En 2008 firmó por el equipo LPR Brakes.

## Palmarés
1988
- Coppa San Geo
- 1 etapa de la Carrera de la Paz

1989
- 1 etapa del Tour de Francia
- Clasificación por puntos del Giro de Italia
- 2 etapas de la Vuelta a Venezuela

1990
- 1 etapa del Giro de Italia

1993
- 1 etapa de la Tirreno-Adriático
- 1 etapa del Tour de Romandía

1994
- Continentale Classic

1995
- 1 etapa del Tour de Romandía

## Resultados en Grandes Vueltas
| Carrera         | 1989  | 1990  | 1991  | 1992  | 1993  | 1994  | 1995  |
| --------------- | ----- | ----- | ----- | ----- | ----- | ----- | ----- |
| Giro de Italia  | 110.º | 133.º | 110.º | 118.º | -     | 74.º  | 94.º  |
| Tour de Francia | 127.º | 147.º | -     | 103.º | 125.º | 110.º | 108.º |
| Vuelta a España | -     | -     | 116.º | -     | -     | -     | -     |
| Mundial en Ruta | -     | -     | -     | -     | -     | -     | -     |